# Hephaestus lineatus
Hephaestus lineatus és una espècie de peix pertanyent a la família dels terapòntids.

## Descripció
- Pot arribar a fer 20 cm de llargària màxima.
- 13 espines i 12-13 radis tous a l'aleta dorsal i 3 espines i 12-13 radis tous a l'anal.[4][5]

## Hàbitat
És un peix d'aigua dolça, demersal i de clima tropical, el qual viu als rierols rocallosos i petits rius que flueixen a través de la pluviselva.

## Distribució geogràfica
Es troba a Irian Jaya (Indonèsia).

## Observacions
És inofensiu per als humans.